# Casa Tait
A Casa Tait fica no Porto, freguesia de Massarelos. Até 2009 esteve instalado nesta casa o Gabinete de Numismática do Porto.

## História
A propriedade, também chamada Quinta do Meio, foi adquirida em 1900 por William Tait, um negociante de vinho do Porto possuidor de uma fortuna considerável e que se dedicou ao estudo da fauna e da flora, tendo introduzido algumas espécies vegetais no País. Localizada num espaço isolado e protegida por altos muros, a Casa Tait apresenta um refúgio da vida citadina. Apenas no lado do rio tem janelas, dando uma panorâmica privilegiada sobre o rio Douro.
Muriel Tait sucedeu a William Tait como proprietária da Casa, vendendo-a à Câmara Municipal do Porto com a condição de ser transformada em espaço verde público.

## Património vegetal
Destaca-se na flora do jardim da Casa Tait um liriodendrum tulipifera, árvore classificada. O jardim apresenta ainda uma rica colecção de camélias, rosas e brincos de princesa.